# Сабра, Джордж
Джордж Сабра (араб. جورج صبرة‎; род. 11 июля 1947, Катана, Сирия) — сирийский политический деятель, с 9 ноября 2012 года по 25 апреля 2018 года занимал должность председателя Сирийского национального совета, в апреле — июле 2013 года исполнял обязанности президента Национальной коалиции сирийских революционных и оппозиционных сил.

## Биография
Родился 11 июля 1947 года в небольшом городе Катана на юго-западе Сирии, в христианской семье, принадлежащей к Антиохийской православной церкви. В 1971 году получил диплом по географии, окончив университет Дамаска. В 1978 году закончил Индианский университет, после чего начал преподавать географию. Он также работал сценаристом, например, в арабской версии «Улицы Сезам» — «Ифтах Йа Симсим».
Джордж Сабра стал активным участником коммунистического движения Сирии в 1970 году, вступив в Сирийскую коммунистическую партию. В 1985 году вошёл в Центральный комитет Сирийской коммунистической партии (Политическое бюро). В 1987 году был осуждён на восемь лет за участие в незаконных акциях против правительства. После преобразования СКП (Политбюро) в Народную демократическую партию был одним из лидеров этой силы, которую в Сирии называют «нелегальной компартией», в отличие от легальных или сравнительно легальных даже в периоды преследований коммунистов властями Сирии Сирийской коммунистической партии (Багдаш) и Сирийской коммунистической партии (объединённой). Партия была главной силой Дамасской декларации, объединившей также сторонников прежнего руководства сирийской партии Баас, находившегося у власти в 1966—1970 годах до свержения Хафезом Асадом.
В июле 2012 года во время гражданского противостояния в стране нелегально покинул Сирию, был назначен официальным представителем Сирийского национального совета.
9 ноября 2012 года занял должность председателя организации, сменив на этом посту Абделя Бассета Сейда.
12 ноября 2012 года, после создания в Дохе «Национальной коалиции сирийских революционных и оппозиционных сил», следом за представителями Свободной армии Сирии заявил, что возглавляемый им «Сирийский национальный совет» не готов единовременно передать центры управления и координации новой структуре.
22 апреля 2013 года президент Национальной коалиции сирийских революционных и оппозиционных сил Моаз аль-Хатиб подал в отставку в знак протеста против отсутствия международной помощи сирийской оппозиции со стороны группы «Друзья Сирии». Сабра стал исполняющим обязанности председателя Национальной коалиции. Ахмад Асси Джарба сменил его на этом посту после своего избрания 6 июля 2013 года.
25 апреля 2018 года Джордж Сабра вместе с бывшим вице-президентом Национальной коалиции Сухейром Атасси и президентом Халедом Ходжей вышел из состава Национальной коалиции, заявив, что Национальная коалиция «больше не привержена принципам революции и целям [сирийского] народа».